# إيريك ماسكين
ايريك ماسكين (Eric Maskin) عالم اقتصاد أمريكي ولد عام 1950.
حاصل على جائزة نوبل في الاقتصاد عام 2007 بسبب مساهمته بوضع نظرية تصميم الآليات.
ماسكين فقد طور اسلوبا لاستكشاف أفضل طريقة لتعظيم الارباح المالية في المزادات، ونتيجة لعمله هذا لجأ إليه البنك المركزي الإيطالي في بداية التسعينات من الألفية الماضية من اجل اصلاح نظامه في مجال بيع سندات الخزينة الحكومية.
وأضافت الأكاديمية السويدية أن كلا من ماسكين وروجر ميرسون «أدخلا المزيد من التحسينات» على هذه النظرية التي تتعامل أيضا مع تخصيص الموارد في مجالات تشمل تنظيم السوق والتصويت واتخاذ القرار

## روابط خارجية
- إيريك ماسكين على موقع الموسوعة البريطانية (الإنجليزية)
- إيريك ماسكين على موقع مونزينجر (الألمانية)
- إيريك ماسكين على موقع إن إن دي بي (الإنجليزية)